# Upper Bann (circonscription de l'Assemblée d'Irlande du Nord)
Pour les articles homonymes, voir Upper Bann.
East Antrim (irlandais : An Bhanna Uachtarach, Ulster Scots: Ower Bann) est une circonscription de l'Assemblée d'Irlande du Nord.
Le siège a été utilisé pour la première fois pour une élection en Irlande du Nord uniquement pour le Forum d'Irlande du Nord en 1996. Depuis 1998, il a élu des membres à l'Assemblée actuelle.
Pour les élections à l'Assemblée avant 1996, la circonscription faisait en grande partie partie des circonscriptions de Armagh et de South Antrim. Depuis 1997, il partage ses limites avec la circonscription du Parlement britannique d'Upper Bann.
Pour plus de détails sur l'histoire et les limites de la circonscription, voir Upper Bann (circonscription du Parlement britannique).

## Membres
| Élection               | MLA (parti)              | MLA (parti)                   | MLA (parti)                  | MLA (parti)           | MLA (parti)                         | MLA (parti)            | MLA (parti)          | MLA (parti)           | MLA (parti)           | MLA (parti)          | MLA (parti)        | MLA (parti)        |
| ---------------------- | ------------------------ | ----------------------------- | ---------------------------- | --------------------- | ----------------------------------- | ---------------------- | -------------------- | --------------------- | --------------------- | -------------------- | ------------------ | ------------------ |
| 1996                   |                          | Michelle O'Connor (Sinn Féin) |                              | Bríd Rodgers (SDLP)   |                                     | Sam Gardiner (UUP)     |                      | David Trimble (UUP)   |                       | Mervyn Carrick (DUP) | 5 sièges 1996–1998 | 5 sièges 1996–1998 |
| 1998                   | Dara O'Hagan (Sinn Féin) | George Savage (UUP)           |                              | Bríd Rodgers (SDLP)   | Denis Watson (Independent Unionist) |                        |                      | David Trimble (UUP)   |                       | Mervyn Carrick (DUP) |                    |                    |
| 2003                   | John O'Dowd (Sinn Féin)  | Dolores Kelly (SDLP)          | Sam Gardiner (UUP)           | Stephen Moutray (DUP) |                                     | David Simpson (DUP)    |                      | David Trimble (UUP)   |                       |                      |                    |                    |
| 2007                   | John O'Dowd (Sinn Féin)  | Dolores Kelly (SDLP)          | Sam Gardiner (UUP)           | Stephen Moutray (DUP) | George Savage (UUP)                 | David Simpson (DUP)    |                      |                       |                       |                      |                    |                    |
| Juillet 2010 co-option | John O'Dowd (Sinn Féin)  | Dolores Kelly (SDLP)          | Sam Gardiner (UUP)           | Stephen Moutray (DUP) | George Savage (UUP)                 | Sydney Anderson (DUP)  |                      |                       |                       |                      |                    |                    |
| 2011                   | John O'Dowd (Sinn Féin)  | Dolores Kelly (SDLP)          | Sam Gardiner (UUP)           | Stephen Moutray (DUP) | Jo-Anne Dobson (UUP)                | Sydney Anderson (DUP)  |                      |                       |                       |                      |                    |                    |
| 2016                   | John O'Dowd (Sinn Féin)  |                               | Catherine Seeley (Sinn Féin) | Doug Beattie (UUP)    | Jo-Anne Dobson (UUP)                | Sydney Anderson (DUP)  | Carla Lockhart (DUP) |                       |                       |                      |                    |                    |
| 2017                   | John O'Dowd (Sinn Féin)  |                               | Dolores Kelly (SDLP)         | Doug Beattie (UUP)    |                                     | Jonathan Buckley (DUP) | Carla Lockhart (DUP) | 5 sièges 2017–présent | 5 sièges 2017–présent |                      |                    |                    |
| Janvier 2020 co-option | John O'Dowd (Sinn Féin)  | Diane Dodds (DUP)             | Dolores Kelly (SDLP)         | Doug Beattie (UUP)    |                                     | Jonathan Buckley (DUP) |                      | 5 sièges 2017–présent | 5 sièges 2017–présent |                      |                    |                    |
| 2022                   | John O'Dowd (Sinn Féin)  | Diane Dodds (DUP)             |                              | Doug Beattie (UUP)    | Eóin Tennyson (Alliance)            | Jonathan Buckley (DUP) |                      | 5 sièges 2017–présent | 5 sièges 2017–présent |                      |                    |                    |

Note: Les colonnes de ce tableau sont utilisées uniquement à des fins de présentation et aucune importance ne doit être attachée à l'ordre des colonnes. Pour plus de détails sur l'ordre dans lequel les sièges ont été remportés à chaque élection, voir les résultats détaillés de cette élection.

## Élections

### Assemblée d'Irlande du Nord

#### 2022
| Parti | Parti           | Candidat         | %      | Comptage | Comptage | Comptage | Comptage | Comptage | Comptage | Comptage | Comptage |
| Parti | Parti           | Candidat         | %      | 1        | 2        | 3        | 4        | 5        | 6        | 7        | 8        |
| --- | --------------- | ---------------- | ------ | -------- | -------- | -------- | -------- | -------- | -------- | -------- | -------- |
| | Sinn Féin       | John O'Dowd      | 16.47% | 9,242    | 9,318    | 9,332    | 10,146   |          |          |          |          |
| | DUP             | Jonathan Buckley | 15.81% | 8,869    | 8,959    | 9,190    | 9,232    | 11,500   |          |          |          |
| | DUP             | Diane Dodds      | 11.67% | 6,548    | 6,593    | 6,924    | 6,973    | 8,274    | 10,182   |          |          |
| | Ulster Unionist | Doug Beattie     | 9.27%  | 5,199    | 5,236    | 7,711    | 7,893    | 8,572    | 8,764    | 9,572    |          |
| | Alliance        | Eóin Tennyson    | 11.48% | 6,440    | 6,762    | 6,869    | 8,591    | 8,676    | 8,685    | 8,698    | 8,965    |
| | Sinn Féin       | Liam Mackle      | 12.94% | 7,260    | 7,351    | 7,354    | 8,112    | 8,123    | 8,124    | 8,125    | 8,589    |
| | TUV             | Darrin Foster    | 7.80%  | 4,373    | 4,445    | 4,607    | 4,626    |          |          |          |          |
| | SDLP            | Dolores Kelly    | 6.50%  | 3,645    | 3,843    | 3,875    |          |          |          |          |          |
| | Ulster Unionist | Glenn Barr       | 6.00%  | 3,367    | 3,400    |          |          |          |          |          |          |
| | Aontú           | Aidan Gribbin    | 1.02%  | 571      |          |          |          |          |          |          |          |
| | Green (NI)      | Lauren Kendall   | 0.82%  | 459      |          |          |          |          |          |          |          |
| | Heritage        | Glenn Beattie    | 0.23%  | 128      |          |          |          |          |          |          |          |
| Électorat : 91,149 Valide : 56,101 (61.55%) Non valide : 853 Quota : 9,351 Participation : 56,954 (62.48%) |                 |                  |        |          |          |          |          |          |          |          |          |

#### 2017
| Parti | Parti                            | Candidat         | %      | Comptage | Comptage | Comptage | Comptage | Comptage  | Comptage |
| Parti | Parti                            | Candidat         | %      | 1        | 2        | 3        | 4        | 5         | 6        |
| --- | -------------------------------- | ---------------- | ------ | -------- | -------- | -------- | -------- | --------- | -------- |
| | DUP                              | Carla Lockhart   | 17.73% | 9,140    |          |          |          |           |          |
| | DUP                              | Jonathan Buckley | 15.02% | 7,745    | 8,238    | 8,314    | 8,764.84 |           |          |
| | Ulster Unionist                  | Doug Beattie     | 10.61% | 5,467    | 5,755    | 6,174    | 6,202.86 | 10,728.86 |          |
| | Sinn Féin                        | John O'Dowd      | 15.95% | 8,220    | 8,298    | 8,560    | 8,560    | 8,593.6   |          |
| | SDLP                             | Dolores Kelly    | 9.95%  | 5,127    | 5,248    | 6,509    | 6,511.76 | 7,189.92  | 9,053.92 |
| | Sinn Féin                        | Nuala Toman      | 11.85% | 6,108    | 6,169    | 6,294    | 6,294.3  | 6,316.6   | 6,341.6  |
| | Ulster Unionist                  | Jo-Anne Dobson   | 9.96%  | 5,132    | 5,404    | 5,910    | 5,969.58 |           |          |
| | Alliance                         | Tara Doyle       | 5.28%  | 2,720    | 3,097    |          |          |           |          |
| | TUV                              | Roy Ferguson     | 2.01%  | 1,035    |          |          |          |           |          |
| | Green (NI)                       | Simon Lee        | 1.08%  | 555      |          |          |          |           |          |
| | Parti des travailleurs d'Irlande | Colin Craig      | 0.42%  | 218      |          |          |          |           |          |
| | NI Conservatives                 | Ian Nichols      | 0.16%  | 81       |          |          |          |           |          |
| Électorat : 83,431 Valide : 51,548 (61.79%) Non valide : 626 Quota : 8,592 Participation : 52,174 (62.54%) |                                  |                  |        |          |          |          |          |           |          |

#### 2016
| Parti | Parti            | Candidat         | %      | Comptage | Comptage | Comptage | Comptage | Comptage | Comptage | Comptage | Comptage | Comptage | Comptage | Comptage |
| Parti | Parti            | Candidat         | %      | 1        | 2        | 3        | 4        | 5        | 6        | 7        | 8        | 9        | 10       | 11       |
| --- | ---------------- | ---------------- | ------ | -------- | -------- | -------- | -------- | -------- | -------- | -------- | -------- | -------- | -------- | -------- |
| | DUP              | Carla Lockhart   | 17.50% | 7,993    |          |          |          |          |          |          |          |          |          |          |
| | DUP              | Sydney Anderson  | 13.56% | 6,195    | 7,215.78 |          |          |          |          |          |          |          |          |          |
| | Ulster Unionist  | Jo-Anne Dobson   | 11.28% | 5,155    | 5,319.52 | 5,598.76 | 5,637.21 | 5,660.83 | 5,863.96 | 5,901.84 | 6,136.86 | 6,548.86 |          |          |
| | Ulster Unionist  | Doug Beattie     | 6.50%  | 2,969    | 2,990.42 | 3,085.58 | 3,108.38 | 3,121.77 | 3,295.09 | 3,333.66 | 3,658.56 | 4,118.79 | 4,454.57 | 6,569.79 |
| | Sinn Féin        | Catherine Seeley | 13.49% | 6,164    | 6,164.9  | 6,165.29 | 6,178.47 | 6,222.47 | 6,225.47 | 6,344.47 | 6,358.78 | 6,359.78 | 6,439.96 | 6,448.96 |
| | Sinn Féin        | John O'Dowd      | 11.40% | 5,209    | 5,209.9  | 5,210.42 | 5,219.55 | 5,245.55 | 5,245.68 | 5,363.68 | 5,381.68 | 5,392.86 | 5,468.22 | 5,477.35 |
| | SDLP             | Dolores Kelly    | 9.49%  | 4,335    | 4,339.86 | 4,342.72 | 4,390.85 | 4,461.85 | 4,472.16 | 4,559.47 | 4,580.12 | 4,597.1  | 5,237.88 | 5,309.79 |
| | Ulster Unionist  | Kyle Savage      | 3.85%  | 1,760    | 1,877    | 2,023.25 | 2,039.75 | 2,048.75 | 2,123.26 | 2,144.06 | 2,232.18 | 2,634.6  | 2,760.86 |          |
| | Alliance         | Harry Hamilton   | 3.12%  | 1,424    | 1,433.18 | 1,439.94 | 1,524.38 | 1,712.1  | 1,736.9  | 1,876.03 | 1,943.07 | 1,973.76 |          |          |
| | TUV              | Roy Ferguson     | 2.58%  | 1,177    | 1,207.6  | 1,275.33 | 1,281.24 | 1,282.24 | 1,376.76 | 1,387.89 | 1,707.82 |          |          |          |
| | UKIP             | David Jones      | 2.35%  | 1,072    | 1,089.64 | 1,121.23 | 1,130.23 | 1,142.23 | 1,262.68 | 1,333.4  |          |          |          |          |
| | CISTA            | Martin Kelly     | 1.47%  | 672      | 675.42   | 678.02   | 702.2    | 807.46   | 828.64   |          |          |          |          |          |
| | PUP              | Sophie Long      | 1.54%  | 704      | 730.46   | 756.07   | 760.25   | 769.43   |          |          |          |          |          |          |
| | Green (NI)       | Simon Lee        | 1.08%  | 495      | 496.8    | 498.23   | 555.36   |          |          |          |          |          |          |          |
| | NI Labour        | Emma Hutchinson  | 0.55%  | 250      | 250.9    | 251.94   |          |          |          |          |          |          |          |          |
| | NI Conservatives | Ian Nickels      | 0.17%  | 79       | 80.44    | 83.04    |          |          |          |          |          |          |          |          |
| | Indépendant      | Steven McCarroll | 0.07%  | 33       | 34.44    | 37.17    |          |          |          |          |          |          |          |          |
| Électorat : 85,204 Valide : 45,686 (53.62%) Non valide : 697 Quota : 6,527 Participation : 46,383 (54.44%) |                  |                  |        |          |          |          |          |          |          |          |          |          |          |          |

#### 2011
| Parti | Parti           | Candidat        | %      | Comptage | Comptage | Comptage | Comptage | Comptage | Comptage | Comptage |
| Parti | Parti           | Candidat        | %      | 1        | 2        | 3        | 4        | 5        | 6        | 7        |
| --- | --------------- | --------------- | ------ | -------- | -------- | -------- | -------- | -------- | -------- | -------- |
| | Sinn Féin       | John O'Dowd     | 15.70% | 6,649    |          |          |          |          |          |          |
| | DUP             | Sydney Anderson | 13.82% | 5,854    | 5,855.08 | 5,878.08 | 6,035.08 | 6,163.08 |          |          |
| | DUP             | Stephen Moutray | 13.33% | 5,645    | 5,645.63 | 5,686.63 | 5,935.9  | 6,085.9  |          |          |
| | Ulster Unionist | Sam Gardiner    | 8.68%  | 3,676    | 3,676.27 | 3,702.27 | 3,917.27 | 4,231.27 | 4,245.27 | 6,012.36 |
| | Ulster Unionist | Jo-Anne Dobson  | 7.90%  | 3,348    | 3,348.72 | 3,373.72 | 3,554.81 | 4,007.99 | 4,042.99 | 5,826.99 |
| | SDLP            | Dolores Kelly   | 11.44% | 4,846    | 4,942.3  | 4,949.3  | 5,105.09 | 5,733.71 | 5,744.71 | 5,787.07 |
| | Sinn Féin       | Johnny McGibbon | 11.52% | 4,879    | 5,347.27 | 5,347.36 | 5,365.34 | 5,427.23 | 5,429.23 | 5,347.5  |
| | Ulster Unionist | Colin McCusker  | 8.03%  | 3,402    | 3,402.99 | 3,420.99 | 3,625.17 | 3,865.26 | 3,885.26 |          |
| | Alliance        | Harry Hamilton  | 4.67%  | 1,979    | 1,982.69 | 2,013.69 | 2,544.77 |          |          |          |
| | TUV             | David Vance     | 2.42%  | 1,026    | 1,026.18 | 1,092.18 |          |          |          |          |
| | Alliance        | Sheila McQuaid  | 1.86%  | 786      | 792.93   | 801.93   |          |          |          |          |
| | UKIP            | Barbara Trotter | 0.64%  | 272      | 272.18   |          |          |          |          |          |
| Électorat : 77,905 Valide : 42,362 (54.38%) Non valide : 751 Quota : 6,052 Participation : 43,113 (55.34%) |                 |                 |        |          |          |          |          |          |          |          |

#### 2007
| Parti | Parti                | Candidat          | %      | Comptage | Comptage | Comptage | Comptage | Comptage | Comptage | Comptage | Comptage | Comptage | Comptage | Comptage | Comptage |
| Parti | Parti                | Candidat          | %      | 1        | 2        | 3        | 4        | 5        | 6        | 7        | 8        | 9        | 10       | 11       | 12       |
| --- | -------------------- | ----------------- | ------ | -------- | -------- | -------- | -------- | -------- | -------- | -------- | -------- | -------- | -------- | -------- | -------- |
| | Sinn Féin            | John O'Dowd       | 18.03% | 7,733    |          |          |          |          |          |          |          |          |          |          |          |
| | DUP                  | David Simpson     | 15.92% | 6,828    |          |          |          |          |          |          |          |          |          |          |          |
| | SDLP                 | Dolores Kelly     | 10.93% | 4,689    | 4,939.2  | 4,940.3  | 5,007.1  | 5,559.4  | 5,789.2  | 5,804.2  | 6,191.2  |          |          |          |          |
| | Ulster Unionist      | Sam Gardiner      | 11.97% | 5,135    | 5,137.2  | 5,161.4  | 5,220.9  | 5,230    | 5,342.2  | 5,751.2  | 6,030    | 7,265    |          |          |          |
| | DUP                  | Stephen Moutray   | 8.54%  | 3,663    | 3,663    | 4,137    | 4,170.6  | 4,170.7  | 4,184.2  | 4,556    | 4,620.7  | 4,692    | 4,732.32 | 7,550.32 |          |
| | Ulster Unionist      | George Savage     | 5.05%  | 2,167    | 2,168    | 2,193.9  | 2,218    | 2,224    | 2,302.3  | 2,383.5  | 2,499.9  | 3,142.7  | 4,207.34 | 4,584.4  | 5,997.52 |
| | Sinn Féin            | Dessie Ward       | 7.27%  | 3,118    | 4,313    | 4,313.2  | 4,451.6  | 4,526.6  | 4,556    | 4,559    | 4,708.7  | 4,716.7  | 4,717.66 | 4,723.56 | 4,731.84 |
| | DUP                  | John McCrum       | 6.94%  | 2,975    | 2,975.4  | 3,086.2  | 3,104.5  | 3,113.2  | 3,127.4  | 3,300.6  | 3,375.3  | 3,437.5  | 3,469.18 |          |          |
| | Ulster Unionist      | Arnold Hatch      | 4.23%  | 1,815    | 1,815.6  | 1,837.2  | 1,858.5  | 1,863.7  | 1,916.8  | 2,014.8  | 2,142.7  |          |          |          |          |
| | Green (NI)           | Helen Corry       | 2.70%  | 1,156    | 1,176.4  | 1,179.1  | 1,289.3  | 1,321.9  | 1,682.3  | 1,757.7  |          |          |          |          |          |
| | Independent Unionist | Davy Calvert      | 3.11%  | 1,332    | 1,332    | 1,347.2  | 1,394.7  | 1,395.9  | 1,408.9  |          |          |          |          |          |          |
| | Alliance             | Sheila McQuaid    | 1.86%  | 798      | 802      | 804.1    | 841.3    | 946.9    |          |          |          |          |          |          |          |
| | SDLP                 | Patrick McAleenan | 1.77%  | 761      | 787      | 787.7    | 805      |          |          |          |          |          |          |          |          |
| | Republican Sinn Féin | Barry Toman       | 0.90%  | 386      | 418.6    | 418.9    |          |          |          |          |          |          |          |          |          |
| | NI Conservatives     | David Fry         | 0.58%  | 248      | 248      | 249      |          |          |          |          |          |          |          |          |          |
| | Independent Unionist | Suzanne Peeples   | 0.18%  | 78       | 80.4     | 81.8     |          |          |          |          |          |          |          |          |          |
| Électorat : 70,716 Valide : 42,882 (60.64%) Non valide : 353 Quota : 6,127 Participation : 43,235 (61.14%) |                      |                   |        |          |          |          |          |          |          |          |          |          |          |          |          |

#### 2003
| Parti | Parti                            | Candidat        | %      | Comptage | Comptage | Comptage | Comptage | Comptage | Comptage | Comptage | Comptage | Comptage | Comptage | Comptage |
| Parti | Parti                            | Candidat        | %      | 1        | 2        | 3        | 4        | 5        | 6        | 7        | 8        | 9        | 10       | 11       |
| --- | -------------------------------- | --------------- | ------ | -------- | -------- | -------- | -------- | -------- | -------- | -------- | -------- | -------- | -------- | -------- |
| | Ulster Unionist                  | David Trimble   | 21.06% | 9,158    |          |          |          |          |          |          |          |          |          |          |
| | DUP                              | David Simpson   | 13.64% | 5,933    | 6,032.52 | 6,034.16 | 6,103.32 | 6,303.32 |          |          |          |          |          |          |
| | DUP                              | Stephen Moutray | 10.80% | 4,697    | 4,727.08 | 4,734.08 | 4,752.72 | 4,942.6  | 6,458.6  |          |          |          |          |          |
| | Ulster Unionist                  | Sam Gardiner    | 5.43%  | 2,359    | 3,419.48 | 3,435.72 | 3,480.44 | 3,730.68 | 3,888.92 | 3,990.71 | 4,032.53 | 6,872.59 |          |          |
| | SDLP                             | Dolores Kelly   | 8.42%  | 3,661    | 3,711.56 | 3,786.08 | 3,787.08 | 3,973.4  | 3,976.36 | 3,978.97 | 3,981.43 | 4,059.18 | 4,330.54 | 6,978.54 |
| | Sinn Féin                        | John O'Dowd     | 12.70% | 5,524    | 5,530.4  | 5,557.4  | 5,559.4  | 5,578.4  | 5,580.72 | 5,581.59 | 5,581.59 | 5,584.73 | 5,586.33 | 5,912.6  |
| | Sinn Féin                        | Dara O'Hagan    | 9.13%  | 3,970    | 3,983.44 | 4,004.44 | 4,004.44 | 4,026.08 | 4,027.08 | 4,027.08 | 4,027.08 | 4,029.04 | 4,030.96 | 4,301.12 |
| | SDLP                             | Kieran Corr     | 7.26%  | 3,157    | 3,195.72 | 3,251.64 | 3,260.64 | 3,411.96 | 3,415.28 | 3,417.89 | 3,419.53 | 3,462.19 | 3,668.91 |          |
| | Ulster Unionist                  | George Savage   | 2.92%  | 1,269    | 2,692.36 | 2,697.28 | 2,726.48 | 2,991.6  | 3,241.84 | 3,374.08 | 3,419.18 |          |          |          |
| | DUP                              | Denis Watson    | 4.07%  | 1,770    | 1,832.08 | 1,834.08 | 1,852.72 | 2,113.16 |          |          |          |          |          |          |
| | Indépendant                      | David Jones     | 1.35%  | 585      | 611.56   | 612.56   | 1,016.12 |          |          |          |          |          |          |          |
| | Alliance                         | Francis McQuaid | 1.31%  | 571      | 633.08   | 670.32   | 670.64   |          |          |          |          |          |          |          |
| | Indépendant                      | Sydney Anderson | 1.34%  | 581      | 607.24   | 607.88   |          |          |          |          |          |          |          |          |
| | Parti des travailleurs d'Irlande | Tom French      | 0.57%  | 247      | 260.12   |          |          |          |          |          |          |          |          |          |
| Électorat : 68,814 Valide : 43,482 (63.19%) Non valide : 663 Quota : 6,212 Participation : 44,145 (64.15%) |                                  |                 |        |          |          |          |          |          |          |          |          |          |          |          |

#### 1998
| Parti | Parti                            | Candidat        | %      | Comptage | Comptage | Comptage | Comptage | Comptage | Comptage | Comptage | Comptage | Comptage | Comptage | Comptage | Comptage | Comptage | Comptage |
| Parti | Parti                            | Candidat        | %      | 1        | 2        | 3        | 4        | 5        | 6        | 7        | 8        | 9        | 10       | 11       | 12       | 13       | 14       |
| --- | -------------------------------- | --------------- | ------ | -------- | -------- | -------- | -------- | -------- | -------- | -------- | -------- | -------- | -------- | -------- | -------- | -------- | -------- |
| | Ulster Unionist                  | David Trimble   | 24.48% | 12,338   |          |          |          |          |          |          |          |          |          |          |          |          |          |
| | SDLP                             | Bríd Rodgers    | 18.37% | 9,260    |          |          |          |          |          |          |          |          |          |          |          |          |          |
| | Sinn Féin                        | Dara O'Hagan    | 8.53%  | 4,301    | 4,306.46 | 4,578.16 | 4,584.26 | 4,584.26 | 4,709.44 | 4,713.88 | 4,713.88 | 4,772.86 | 7,412.86 |          |          |          |          |
| | DUP                              | Mervyn Carrick  | 8.29%  | 4,177    | 4,310.14 | 4,310.8  | 4,315.22 | 4,388.32 | 4,398.84 | 4,443.06 | 4,726.52 | 4,739.8  | 4,742.02 | 4,743.67 | 4,872.05 | 8,034.05 |          |
| | Independent Unionist             | Denis Watson    | 9.63%  | 4,855    | 5,365.3  | 5,365.3  | 5,378.86 | 5,431.8  | 5,447.74 | 5,546.78 | 6,267.98 | 6,351.38 | 6,353.02 | 6,353.32 | 6,636.18 | 7,149.5  | 7,791.82 |
| | Ulster Unionist                  | George Savage   | 1.33%  | 669      | 2,380.92 | 2,383.12 | 2,403.46 | 2,410.72 | 2,431.78 | 2,972.08 | 3,051.46 | 3,447.98 | 3,456.56 | 3,457.31 | 6,022.53 | 6,353.53 | 6,527.13 |
| | SDLP                             | Mel Byrne       | 5.33%  | 2,687    | 2,731.52 | 4,166.58 | 4,185.2  | 4,185.2  | 4,447.06 | 4,457.06 | 4,460.06 | 5,218.84 | 5,484.38 | 5,688.83 | 5,786.27 | 5,872.81 | 5,877.77 |
| | DUP                              | Ruth Allen      | 7.21%  | 3,635    | 3,736.64 | 3,738.62 | 3,745.04 | 3,785.56 | 3,803.58 | 3,829.46 | 4,202.76 | 4,237.64 | 4,240.72 | 4,242.22 | 4,375.61 |          |          |
| | Ulster Unionist                  | Sam Gardiner    | 2.18%  | 1,097    | 2,449.4  | 2,451.16 | 2,470.94 | 2,481.04 | 2,515.46 | 2,985.26 | 3,032.6  | 3,414.38 | 3,419.66 | 3,420.86 |          |          |          |
| | Sinn Féin                        | Francie Murray  | 5.78%  | 2,915    | 2,919.2  | 3,016.88 | 3,021.52 | 3,022.52 | 3,129.08 | 3,132.3  | 3,132.3  | 3,173.62 |          |          |          |          |          |
| | Alliance                         | Francis McQuaid | 3.09%  | 1,556    | 1,795.4  | 1,865.14 | 1,898.42 | 1,902.1  | 2,058.84 | 2,113.78 | 2,133.3  |          |          |          |          |          |          |
| | UK Unionist Party                | David Vance     | 2.79%  | 1,405    | 1,510    | 1,510    | 1,514.68 | 1,529.68 | 1,536.94 | 1,555.66 |          |          |          |          |          |          |          |
| | Ulster Unionist                  | Mark Neale      | 0.90%  | 455      | 1,250.48 | 1,252.24 | 1,261.02 | 1,272.44 | 1,294.46 |          |          |          |          |          |          |          |          |
| | Labour Party NI                  | Alan Evans      | 0.87%  | 439      | 469.66   | 505.96   | 522.36   | 522.78   |          |          |          |          |          |          |          |          |          |
| | Parti des travailleurs d'Irlande | Tom French      | 0.54%  | 270      | 296.04   | 374.14   | 383.64   | 384.64   |          |          |          |          |          |          |          |          |          |
| | Ulster Independence              | Kenny McClinton | 0.41%  | 207      | 220.02   | 220.46   | 224.3    |          |          |          |          |          |          |          |          |          |          |
| | Indépendant                      | Brian Silcock   | 0.20%  | 101      | 142.58   | 146.1    |          |          |          |          |          |          |          |          |          |          |          |
| | Natural Law                      | Jack Lyons      | 0.06%  | 32       | 34.94    | 38.68    |          |          |          |          |          |          |          |          |          |          |          |
| Électorat : 70,852 Valide : 50,399 (71.13%) Non valide : 824 Quota : 7,200 Participation : 51,223 (72.30%) |                                  |                 |        |          |          |          |          |          |          |          |          |          |          |          |          |          |          |

### 1996 forum
Les candidats retenus sont indiqués en gras.
| Parti | Parti                  | Candidat(s)                                                               | Votes  | Pourcentage |
| ----- | ---------------------- | ------------------------------------------------------------------------- | ------ | ----------- |
|       | UUP                    | David Trimble Sam Gardiner George Savage John Dobson Mark Neale           | 16,592 | 36.3        |
|       | SDLP                   | Bríd Rodgers Kieran McGeown Patricia Mallon Sean McKavanagh Dolores Kelly | 9,846  | 21.5        |
|       | DUP                    | Mervyn Carrick Frederick Baird Ruth Allen                                 | 7,134  | 15.6        |
|       | Sinn Féin              | Michelle O'Connor Rory Harbinson Jean Fegan Christopher Burke             | 5,620  | 12.3        |
|       | Alliance               | William Ramsey Frank McQuaid Sean Hagan                                   | 2,152  | 5.7         |
|       | PUP                    | William Lawrie Edward Kinner                                              | 1,404  | 3.1         |
|       | UK Unionist            | Morrison Woods Dorothy Boyd                                               | 886    | 1.9         |
|       | Labour coalition       | Hugh Casey Alan Evans William White Mary Sheen                            | 512    | 1.0         |
|       | Ulster Democratic      | David McCrea John Hammond                                                 | 402    | 0.9         |
|       | NI Women's Coalition   | Kate Cochrane Chris Moffat Lesley Doyle                                   | 390    | 0.9         |
|       | Workers' Party         | Tom French Peter Smith                                                    | 311    | 0.7         |
|       | Ulster Independence    | Edward Kidd Gary Nelson                                                   | 180    | 0.4         |
|       | Green (NI)             | Gavin McDowell Jameshid Fenderesky Martha Brett                           | 178    | 0.4         |
|       | Democratic Partnership | Adrian McKinney Pearl Snowden                                             | 71     | 0.2         |
|       | Democratic Left        | Ciaran McClean Martin Cullen                                              | 36     | 0.1         |
|       | Natural Law            | John Darby Rosalind Mulholland                                            | 14     | 0.0         |
|       | Independent Chambers   | Keith Chambers William Larmour Jr                                         | 4      | 0.0         |